# Kamil Rosiek
Kamil Rosiek (ur. 6 kwietnia 1984 w Nowym Sączu) – polski niepełnosprawny biathlonista i biegacz narciarski, ampfutbolista, srebrny medalista mistrzostw świata, paraolimpijczyk.
Od urodzenia ma krótszą prawą nogę.
Trenuje w klubie Start Nowy Sącz, a jego trenerem w kadrze jest Jan Ziemianin. Debiut w imprezie międzynarodowej zanotował w 2003 roku.
W 2022 został odznaczony Srebrnym Krzyżem Zasługi.

## Wyniki na igrzyskach paraolimpijskich
| 2018 Pjongczang (Korea Południowa) | – | 17. Biathlon – bieg na 7,5 kilometra - grupa siedząca 15. Biathlon – bieg na 12,5 kilometra - grupa siedząca 12. Biathlon – bieg na 15 kilometrów - grupa siedząca 22. Biegi narciarskie – sprint na 1,1 kilometra mężczyzn - grupa siedząca DNF Biegi narciarskie – bieg na 7,5 kilometra - grupa siedząca 21. Biegi narciarskie – bieg na 15 kilometrów - grupa siedząca 9. Biegi narciarskie – sztafeta otwarta 4 x 2,5 kilometra |
| 2014 Soczi (Rosja)                 | – | 13. Biathlon – bieg na 7,5 kilometra - grupa siedząca 13. Biathlon – bieg na 12,5 kilometra - grupa siedząca 16. Biegi narciarskie – sprint na 1 kilometr - grupa siedząca 17. Biegi narciarskie – bieg na 10 kilometrów - grupa siedząca 11. Biegi narciarskie – bieg na 15 kilometrów - grupa siedząca 6. Biegi narciarskie – sztafeta 4x2,5 km w kat. open - grupa siedząca                                                       |
| 2010 Vancouver (Kanada)            | – | 15. Biathlon – bieg pościgowy na 2,4 kilometra - grupa siedząca 16. Biegi narciarskie – sprint 1 kilometr - grupa siedząca 17. Biathlon – bieg na 12,5 kilometra - grupa siedząca 20. Biegi narciarskie – bieg na 15 kilometrów - grupa siedząca 23. Biegi narciarskie – bieg na 10 kilometrów - grupa siedząca |
| 2006 Turyn (Włochy)                | – | 24. Biegi narciarskie – bieg na 15 kilometrów - grupa siedząca 25. Biegi narciarskie – bieg na 10 kilometrów - grupa siedząca 26. Biegi narciarskie – bieg na 5 kilometrów - grupa siedząca |

## Wyniki na mistrzostwach świata
| 2011 Chanty-Mansyjsk (Rosja) | – | Biathlon – bieg na 7,5 kilometra - grupa siedząca 4. Biegi narciarskie – bieg na 15 kilometrów - grupa siedząca 5. Biegi narciarskie – bieg na 10 kilometrów - grupa siedząca 10. Biathlon – bieg na 3,6 kilometra - grupa siedząca |